# 성신 (전한)
성신(成信, ? ~ 기원전 101년)은 전한 중기의 관료이다.

## 행적
중위 왕온서의 수족이 되어, 관중(關中)에서 양공(楊贛)과 함께 악독한 관리로 악명을 떨쳤다.
우부풍 감선은 평소에 성신을 미워하였다. 성신은 감선을 피해 상림원으로 달아나 숨었으나, 감선이 보낸 미령(郿令)의 병사들이 쏜 화살에 맞아 죽었다. 그러나 화살이 상림원의 문에도 꽂히고 말았고, 이 일로 무제의 노여움을 산 감선은 스스로 목숨을 끊고 일족이 주멸되었다.

## 출전
- 사마천, 《사기》 권122 혹리열전
- 반고, 《한서》 권90 혹리전